# 兎谷あおい
兎谷 あおい（とがい あおい）は、日本の小説家、ライトノベル作家。2016年1月より『小説家になろう』にて作品の投稿を開始。2017年9月より小説投稿サイト『カクヨム』および『小説家になろう』にて投稿を開始した『わたしの知らない、先輩の100コのこと』が2019年8月24日よりMF文庫Jで書籍化、刊行が開始された。

## 作品
- わたしの知らない、先輩の100コのこと（既刊2巻、MF文庫J）[1]